# دانييلي بوتزيولي
دانييلي بوتزيولي (بالإيطالية: Daniele Buzzegoli)‏ (7 مايو 1983 بفلورنسا في إيطاليا - ) هو لاعب كرة قدم إيطالي في مركز الوسط. لعب مع فيورنتينا ونادي إمبولي ونادي بيزا ونادي سبيزيا ونادي فاريسي ونادي نوفارا وUS Massese 1919 ‏ ونادي غروسيتو وASD Città di Gallipoli ‏.

## روابط خارجية
- دانييلي بوتزيولي على موقع قاعدة بيانات كرة القدم.إي يو (الإنجليزية)
- دانييلي بوتزيولي على موقع Soccerway.com (الإنجليزية)
- دانييلي بوتزيولي على موقع عالم كرة القدم.نت (الإنجليزية)